# Wasmachine

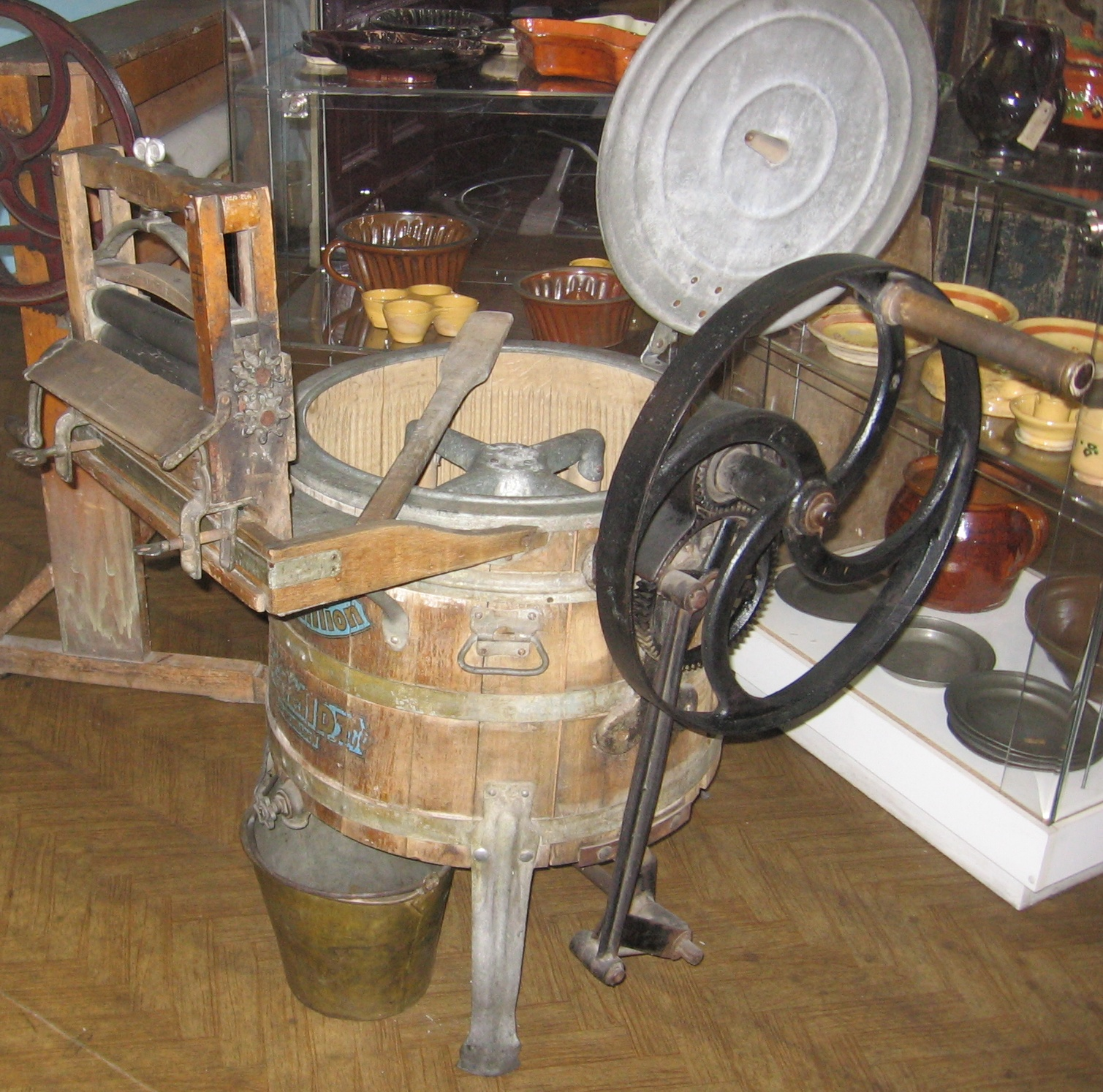
Hand aangedreven wasmachine met stokkenagitatie

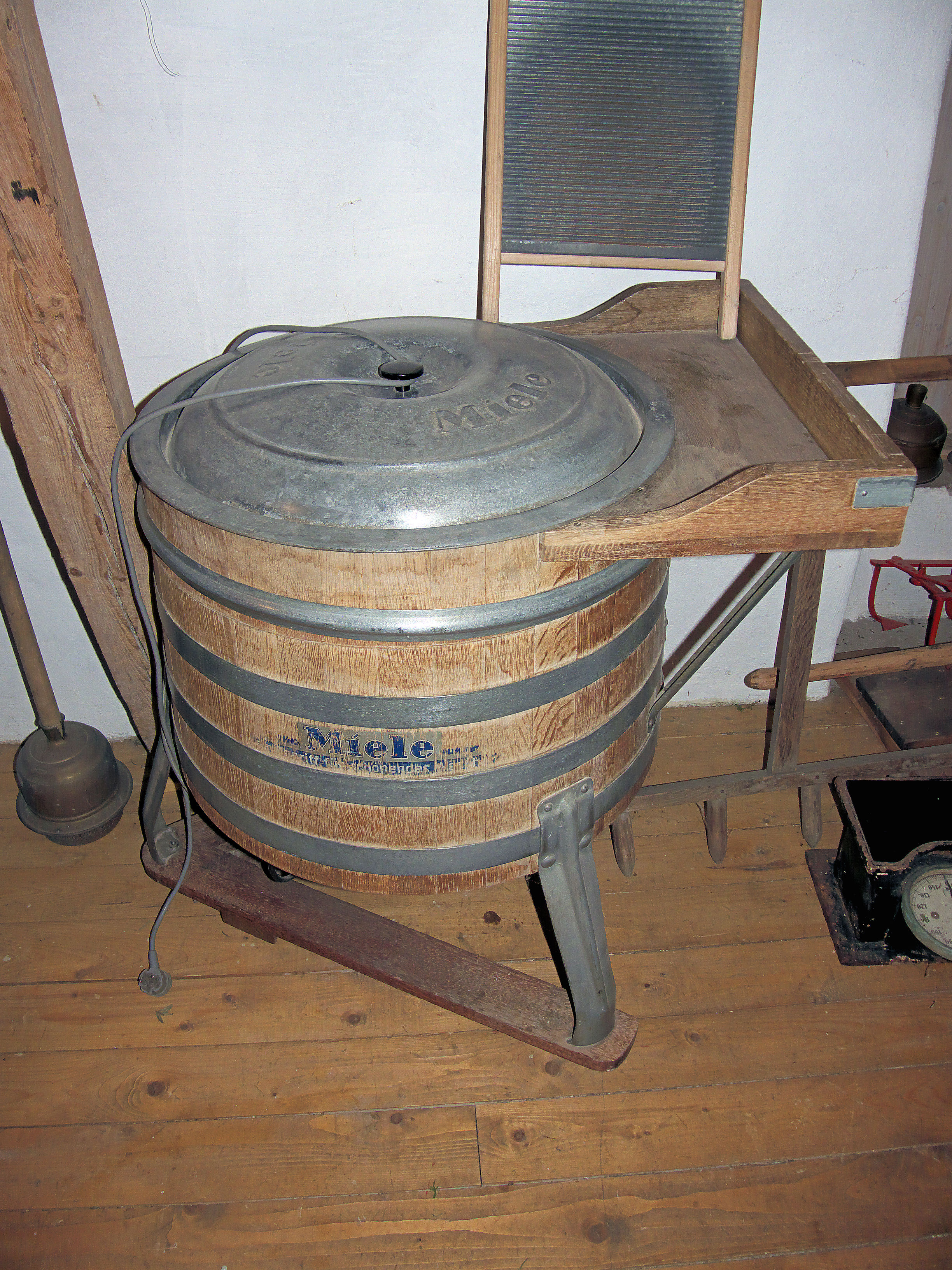
Elektrisch aangedreven wasmachine

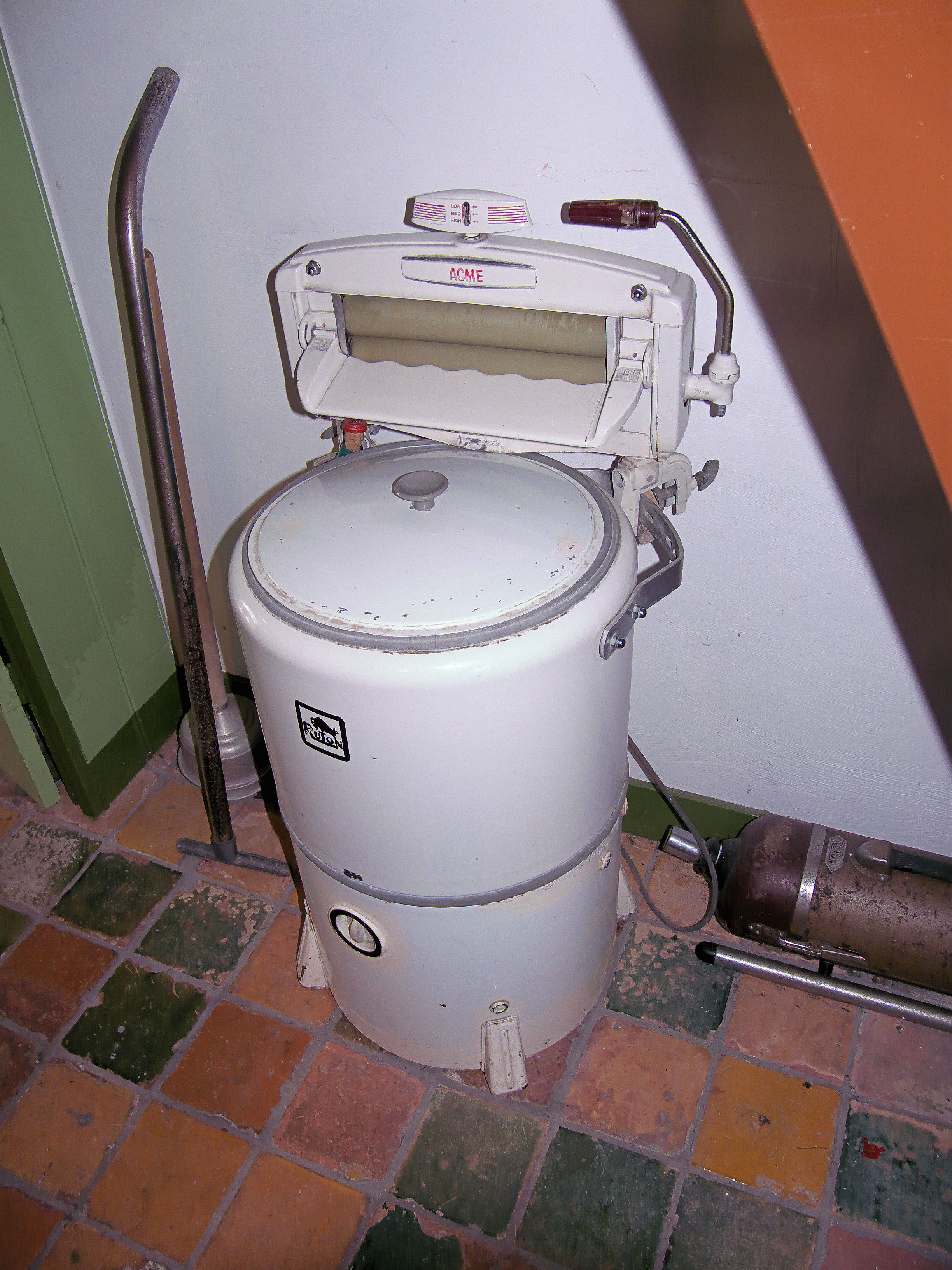
Rutonwasmachine, langzaamwasser, met wringer

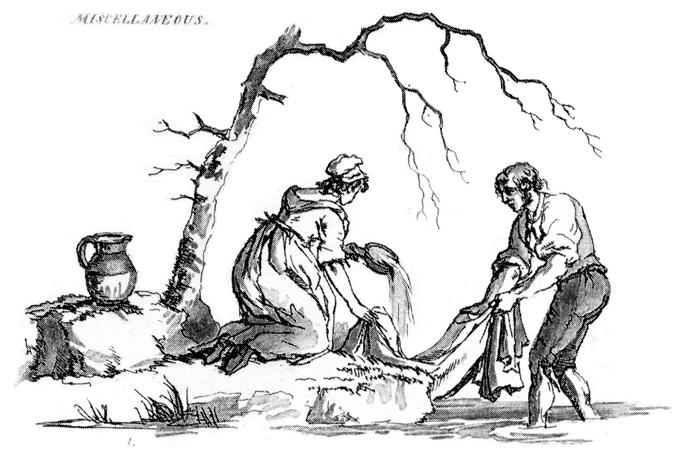
Wassen van linnengoed rond 1800

Een wasmachine is een machine voor het reinigen van textiel door middel van het wentelen van wasgoed in sop, als modern alternatief van de handwas. Door het sop en het textiel te bewegen wordt het vuil uit het wasgoed geweekt, en door het wasmiddel in het sop zwevend gehouden. Sop is water waarin zeep of een wasmiddel is opgelost.
Bij een moderne wasautomaat verloopt het wasproces automatisch volgens een vooraf gekozen programma. Er is een was-, spoel- en centrifugegang en de gewenste wastemperatuur is vaak apart in te stellen.

## Geschiedenis
De eerste wasmachines werden met de hand aangedreven. De Amerikaan Louis Goldenberg uit New Brunswick, New Jersey heeft aan het eind van de negentiende of begin twintigste eeuw de elektrisch aangedreven wasmachine uitgevonden. In het midden van de twintigste eeuw werd de langzaamwasser veel gebruikt, die alleen geautomatiseerd was voor het bewegen van het wasgoed in een soort tobbe. De snelwasser, waarbij een snel ronddraaiende rozet (pulsator) het waswater laat circuleren, raakte spoedig in onbruik omdat het wasgoed in deze machine bovenmatige slijtage vertoonde.

## Typen
Er zijn wasmachines met een vaste trommel en wasmachines met een bewegende trommel. Bij een wasmachine met een vaste trommel kunnen het sop en het textiel in beweging gebracht worden door het sop te 'roeren'. Bij een wasmachine met een bewegende trommel zorgt de trommelbeweging ervoor dat het sop en het textiel in beweging gebracht worden. Daarnaast zijn er ook wasmachines met meer dan 1 trommel, waardoor er meerdere wasbeurten tegelijk kunnen plaatsvinden.
De trommel kan op twee manieren bewegen:
1. om een verticale as
2. om een horizontale as.

Verder is er onderscheid in de plek van de laadopening. Er zijn twee typen:
1. voorladers en
2. bovenladers.

### Bovenladers met een verticale as
Gezien de constructie zijn wasmachines met een verticale as zonder uitzondering bovenladers. De machine heeft aan de bovenzijde een deksel waardoor de was in en uitgenomen kan worden. Sinds de jaren zeventig wordt dit type machine (te combineren met een wringer of centrifuge) in Europa nog maar weinig verkocht. Ze zijn wel populair in landen als de Verenigde Staten, Canada en Australië.
Bovenladerwasmachines met een verticale as hebben een roerder in het midden van de wastrommel. Wassen wordt bereikt door de roerder en de trommel herhaaldelijk ieder een andere kant en later dezelfde kant op te laten draaien.

### Voorladers met een horizontale as
Machines met een horizontale as kunnen als voorladers of als bovenladers ontworpen zijn. Bij een trommel die om een horizontale as draait wordt het textiel herhaaldelijk uit het sop getild waarna het steeds weer terugvalt. Bij voorladers is de trommel aan de voorkant open en wordt tijdens het wassen afgesloten door een waterdichte deur, die meestal doorzichtig is.
Voordelen van deze constructie zijn:
- Er kan nog een ander apparaat, bijvoorbeeld een wasdroger, bovenop gezet worden. Dit spaart ruimte.
- Bij een doorzichtige deur, zijn de was en het wasproces zichtbaar. Dit is behalve leuk, ook praktisch om te zien. In één oogopslag is zichtbaar of het wasproces nog goed gaat; bijvoorbeeld of sommige kledingstukken niet te veel kleur afgeven, of dat de pomp het water goed wegpompt.

Nadelen van deze constructie zijn:
- De afdichting van de deur kan gaan lekken, deze afdichting is aan slijtage onderhevig.
- De lagering wordt aan één kant zwaar belast en is gevoelig voor slijtage. Ze moet van goede (kostbare) kwaliteit zijn om lang mee te kunnen, vooral omdat dit een moeilijk bereikbaar onderdeel van de machine is.

Ergonomie
Als de machine op de grond staat, dan is de opening aan de voorkant voor de afmeting van mensen eigenlijk te laag bij de grond. Voor het op een gezonde manier in- en uitladen van de machine moeten mensen door de knieën, maar velen zijn geneigd te bukken om de kleding in en uit de machine te halen.
Een machine die op een verhoging staat is meer verantwoord, zij het dat deze verhoging wel stevig moet zijn in verband met de mechanische krachten die bij het wassen en centrifugeren vrijkomen.

### Bovenladers met een horizontale as
Bij bovenladers heeft de trommel een luik dat na dichtklemmen deel uitmaakt van de trommel zelf. Om onbalans bij machines met een centrifuge te voorkomen is er op de trommel een contragewicht geplaatst tegenover het luik.
Voordelen van deze constructie zijn:
- De kans op lekkage is gering omdat de trommel door een metalen kuip is omgeven.
- Bij het onderbreken van het wasprogramma, kan de was nog in- en uitgenomen worden, ook als de kuip al onder water staat (voor zover de beveiliging van de deur dit toestaat).
- De horizontale as wordt op twee punten ondersteund, de lagering is eenvoudig en weinig aan slijtage onderhevig.
- Bij oude modellen zonder centrifugefunctie kan de trommel eenvoudig verwijderd worden, hierdoor zijn de verwarmingselementen goed bereikbaar, en schoon te houden/vervangen.
- Moderne machines kunnen hoger en smaller uitgevoerd worden. Dit kan ergonomisch en qua ruimte een voordeel opleveren.

Nadelen van deze constructie zijn:
- Bij oude modellen moest de was apart gecentrifugeerd worden. Dit was een extra handeling, hetgeen als lastig en tijdrovend kon worden ervaren.
- Bij moderne modellen is het maximaal aantal omwentelingen van de centrifuge doorgaans lager dan die van de centrifuge van een voorlader (bijvoorbeeld 1200 tpm in plaats van 1600 tpm). De was is daarmee minder snel droog.

Overigens leverde de bij oude modellen noodzakelijke aparte centrifugestap wel een drogere was op. Een aparte centrifuge draait altijd met een hoger toerental en verwijdert dus meer water.

### Vergelijking
Van nature kan het in- en uitladen van een bovenlader als makkelijker worden ervaren. Bij oude modellen moet er worden gebukt, maar niet zo diep als bij een voorlader. Bij moderne modellen is de opening iets schuin aangebracht, en daarbij is de trommel iets hoger gemonteerd. Hiermee is het vanuit ergonomisch opzicht eenvoudig om de machine in en uit te laden.
Vanuit mechanisch en ergonomisch oogpunt lijkt de bovenlader meer voordelen te hebben dan een voorlader. Toch worden in de westerse wereld meer voorladers verkocht. In sommige landen zijn bovenladers nog favoriet, zoals in de Verenigde Staten, het Verenigd Koninkrijk, Afrika en Canada, in verband met de robuustheid.
Er zijn ook wasmachines die zowel kunnen wassen, centrifugeren als drogen. Een aparte wasdroger is daarmee overbodig geworden. Er zijn wereldwijd proeven met andere wasproducten om bijvoorbeeld zeep te vervangen door andere technieken.
Wie geen eigen wasmachine heeft, kan naar een wasserette gaan, waar tegen betaling van de aldaar aanwezige wasmachines gebruik kan worden gemaakt.

## Spoelstop en Variomatic
Tot de soms vele instelmogelijkheden van wasmachines behoren de spoelstop en het zogenoemde Variomatic-centrifugeren.
De functie van de spoelstop is het wasproces net voor het centrifugeren te onderbreken. Het wasgoed blijft dan in het water liggen. Dit is praktisch wanneer men geen tijd heeft om wasgoed dat niet gestreken mag worden onmiddellijk te drogen te hangen, aangezien gecentrifugeerd maar nog vochtig wasgoed zal kreuken wanneer het opeengehoopt in de trommel blijft liggen. Op een later tijdstip kan het water worden afgepompt of kan alsnog gecentrifugeerd worden, waarna men het wasgoed meteen ophangt. Verder kan de spoelstop ook gebruikt worden wanneer men geen gelegenheid heeft in de gaten te houden hoever het wasprogramma gevorderd is (bijvoorbeeld bij korte afwezigheid) of wanneer men het centrifugeren wil uitstellen om bijvoorbeeld 's nachts geluidsoverlast te voorkomen.
De toets "Variomatic" zorgt ervoor dat in verschillende gangen wordt gecentrifugeerd en het wasgoed tussendoor wordt losgemaakt, waarbij het toerental van de centrifuge langzaam oploopt. Hierdoor wordt het kreuken verminderd. Dit heeft overigens niets te maken met de variomatic of traploze versnellingsbak zoals die bijvoorbeeld bij auto's soms wordt toegepast. Het toerental van de in de centrifuge aanwezige elektromotor wordt elektronisch geregeld.

## Manieren van roeren

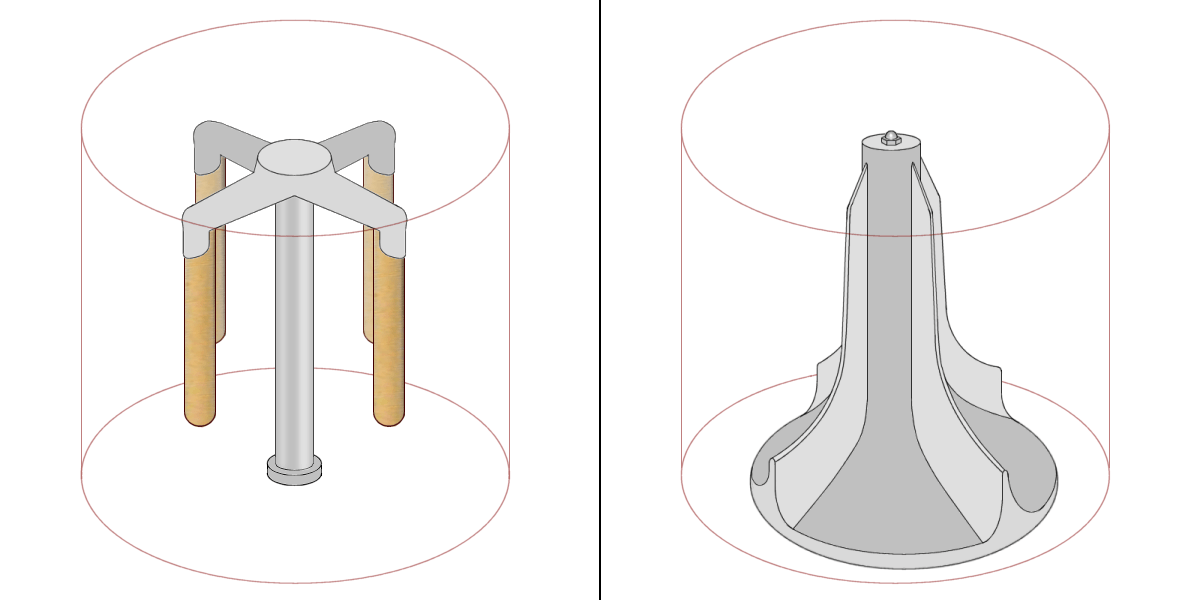
Een stokken-agitator en een schoepen-agitator van een wasmachine

Bij een wastobbe of een wasketel werd met de hand geroerd met een roerstok of een wasstamper/wasklok.

Kenmerkend voor een wasmachine is, dat er een mechaniek in zit om de was te roeren. Het efficiëntst is een heen en weer gaande beweging: dan kan het wasgoed niet in elkaar gedraaid worden. Door de beweging komt het sop overal, en bij vuile plekken in de was komt er steeds vers sop langs.
Het roerapparaat wordt agitator genoemd. Er zijn verschillende soorten:
1. Stokken-agitator aan deksel. - De agitator bestaat uit een flens waarop vier of vijf houten stokken zijn bevestigd. Het geheel zit met een tandwiel vastgemaakt aan de deksel van de wasmachine en wordt handmatig bewogen met een draaiorgelwiel.[1]
2. Stokken-agitator aan bodem. - De agitator bestaat ook uit een vierbenig frame met houten stokken, maar nu via een rechtopstaande as vastgemaakt aan de bodem. Met een excentriek en tandwielen gaat de agitator heen en weer bij ronddraaien van een draaiorgelwiel.
3. Schoepen-agitator. - Bij elektrisch aangedreven bovenladers met verticale as bestaat de agitator doorgaans uit een middenzuil met schoepen, bestaande uit drie of vier vleugels. De middelzuil draait drie à vier keer naar rechts, pauzeert even, dan drie à vier keer naar links, weer een korte pauze, enz.
4. Ribbels. - Bij moderne voorladers wordt de agitatie veroorzaakt door een aantal ribbels aan de binnenkant van de wastrommel. Nu draait de wastrommel zelf heen en weer voor het roeren: achtereenvolgens rechtsom en linksom. Hetzelfde gebeurt bij een bovenlader met horizontale as.

## Energielabel vanaf 2021
Sinds 2021 is een nieuw energielabel verplicht wanneer een fabrikant of importeur een nieuw elektrisch apparaat wil verkopen in de Europese Unie. Het doel is om producten binnen dezelfde categorie beter te kunnen vergelijken als het gaat om prestaties en verbruik. De schaal (A t/m G) is duidelijker en overzichtelijker.
Het nieuwe label is verplicht voor:
- Vaatwassers
- Wasmachines en wasdroogcombinaties
- Koel-vrieskasten (inclusief wijnkoelingen)
- Beeldschermen (inclusief televisies)

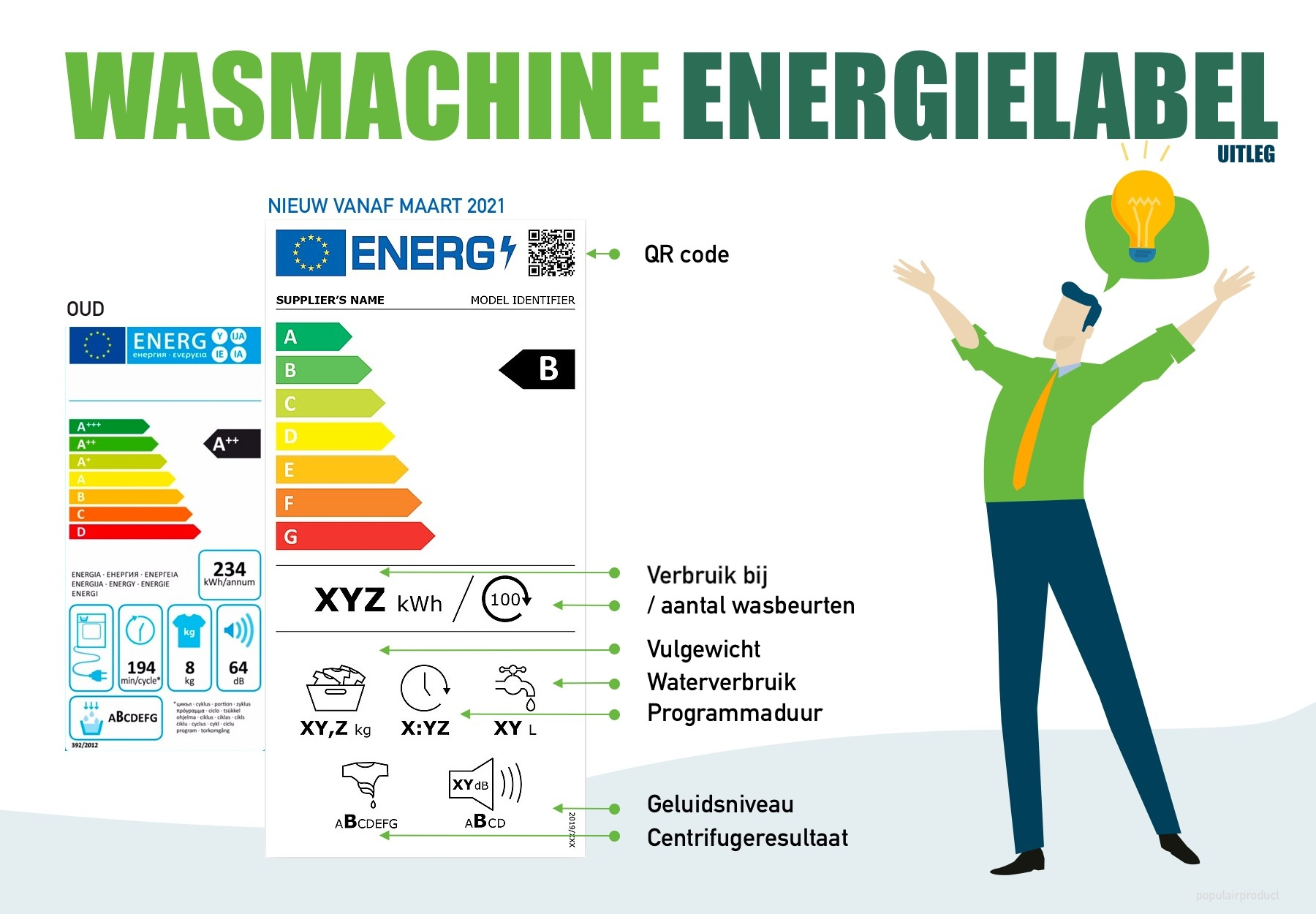
Het nieuwe energielabel wasmachines

### Veranderingen wasmachinelabel
Terwijl voorheen de schaal van D tot A+++ liep, is er nu een schaal van G tot A. Veel machines hadden al de hoogste schaal A+++ en daarom is het energieverbruik opnieuw ingeschaald. Bij het nieuwe label is A, de hoogste klasse, gereserveerd voor nog te ontwikkelen zuinige machines. Wasmachines die in de nieuwe schaal een B scoren, kunnen zuiniger zijn dan een product dat voorheen label A+++ had. Het energielabel heeft iconen die iets vertellen over de prestaties. Bij wasmachines is het jaarlijks energieverbruik vervangen door energieverbruik per 100 wasbeurten. Daarnaast wordt het aantal decibel weergegeven in geluidsklassen. Op het label staat een QR-code waarmee gedetailleerde informatie over het product te vinden is.

## Trivia
- In het lied Wasmasjien van de Surinaams-Nederlandse feestband Trafassi uit 1985 is een wasmachine het hoofdonderwerp.